# Jerzy Dudek
Jerzy Henryk Dudek (pronunție în poloneză [ˈjɛʐɨ ˈdudɛk]; n. 23 martie 1973, Rybnik, Polonia) este un fost fotbalist polonez. A fost selecționat de 60 de ori în echipa națională de fotbal a Poloniei.

## Carieră
În 1996, Jerzy Dudek a semnat cu formația olandeză Feyenoord Rotterdam. În primul său sezon la Rotterdam a fost doar rezerva mai experimentatului Ed de Goey, dar când acesta s-a transferat un an mai târziu la Chelsea F.C., managementul clubului a decis să nu achiziționeze alt portar și să îi acorde încredere lui Dudek. Din acel sezon 1997-1998, Dudek a devenit titularul indiscutabil al postului de portar, atât la Feyenoord, cât și la echipa națională a Poloniei.
Pe 31 august 2001 Dudek a semnat cu Liverpool F.C., care l-a ales ca înlocuitor al portarului olandez Sander Westerveld. După stressul suferit la Campionatul Mondial de Fotbal 2002, Dudek nu s-a mai regăsit, și, după evoluții slabe și gafe precum în meciul cu Manchester United (de pe 1 decembrie 2002), a fost ținut pe banca de rezerve, până ce o accidentare a lui Chris Kirkland i-a permis să revină între buturi. Achiziționarea portarului spaniol "Pepe" Reina în iulie 2005, însă, a însemnat scoaterea definitivă a lui Dudek din planurile antrenorului.
Pe 25 mai 2005, cu toate acestea, Dudek a avut ocazia să apere chiar în finala Ligii Campionilor, la Istanbul, împotriva italienilor de la AC Milan, care porneau ca favoriți. Atunci Liverpool a reușit să revină miraculos de la scorul de 3-0 pentru AC Milan, ajutată și de paradele lui Dudek în fața temutului atacant Andriy Shevchenko, în ultimele minute de joc. Partida s-a decis la penalty-uri, Dudek reușind să apere de două ori, ajutat de mișcările sale menite să rupă concentrarea executanților. Acele mișcări au fost botezate "Dansul lui Dudek", care au servit drept inspirație pentru cântecul "Du the Dudek" al celor de la "Trophy Boyz", suporteri ai lui Liverpool. După meci, Dudek a afirmat că mișcările sale au fost inspirate din cele ale fostului portar de la Liverpool F.C., Bruce Gobelaar, care ajutase pe Liverpool să câștige finala Cupei Campionilor Europeni în 1984, împotriva lui AS Roma. Dudek a mai declarat în engleza sa stâlcită simpatic : "I am in the heaven" ("Sunt în paradisul"). De la acea finală, însă, Dudek a mai prins rareori un post de titular la Liverpool F.C., împiedicat într-o perioadă și de o accidentare la umăr.
Pe 30 mai 2006, în timpul unui meci amical între Polonia și Columbia, spectatorii polonezi au început să scandeze numele lui Dudek, pentru a-l convinge pe antrenorul polonez să-l convoace pe Dudek în lotul pentru Cupa Mondială din 2006. Unul dintre motive a fost gafa uriașă a lui Tomasz Kuszczak, care i-a permis portarului columbian să marcheze un gol de la mare distanță.
A pierdut postul de titular la Liverpool în fața lui "Pepe" Reina, astfel că în vara anului 2007 a acceptat oferta venită de la Real Madrid. Și aici a jucat rar, bifând un singur meci în Primera Division în trei sezoane, din cauza concurenței cu Iker Casillas.

## Palmares

### Club
Feyenoord
- Eredivisie: 1998–99
- Johan Cruijff Shield: 1999

Liverpool
- Liga Campionilor UEFA: 2004–05; Locul doi 2006–07
- Supercupa Europei: 2005
- FA Cup: 2005–06
- Football League Cup: 2002–03; Locul doi 2004–05
- FA Community Shield: 2006; Locul doi 2002
- Campionatul Mondial al Cluburilor FIFA: Locul doi 2005

Real Madrid
- La Liga: 2007–08
- Copa del Rey: 2010–11
- Supercopa de España: 2008; Locul doi 2007

### Individual
- Gheata de aur olandeză: 1999–2000
- Portarul olandez al anului: 1998–99, 1999–2000
- Trofeul Alan Hardaker: 2003

## Statistici la club
| Club      | Club        | Club           | Campionat | Campionat | Cupă          | Cupă          | Cupa Ligii          | Cupa Ligii          | Continental | Continental | Total | Total  |
| Seazon    | Club        | Campionat      | Ap        | Goluri    | Ap            | Goluri        | Ap                  | Goluri              | Ap          | Goluri      | Ap    | Goluri |
| Poland    | Poland      | Poland         | Campionat | Campionat | Cupa Poloniei | Cupa Poloniei | Cupa Ligii          | Cupa Ligii          | Europe      | Europe      | Total | Total  |
| --------- | ----------- | -------------- | --------- | --------- | ------------- | ------------- | ------------------- | ------------------- | ----------- | ----------- | ----- | ------ |
| 1995–96   | GKS Tychy   | Ekstraklasa    | 15        | 0         | -             | -             | -                   | -                   | -           | -           | 15    | 0      |
| Olanda    | Olanda      | Olanda         | Campionat | Campionat | KNVB Cup      | KNVB Cup      | Cupa Ligii          | Cupa Ligii          | Europe      | Europe      | Total | Total  |
| 1996–97   | Feyenoord   | Eredivisie     | 0         | 0         | -             | -             | -                   | -                   | -           | -           | 0     | 0      |
| 1997–98   | Feyenoord   | Eredivisie     | 34        | 0         | -             | -             | -                   | -                   | 2           | 0           | 36    | 0      |
| 1998–99   | Feyenoord   | Eredivisie     | 34        | 0         | -             | -             | -                   | -                   | -           | -           | 34    | 0      |
| 1999–2000 | Feyenoord   | Eredivisie     | 34        | 0         | -             | -             | -                   | -                   | 6           | 0           | 40    | 0      |
| 2000–01   | Feyenoord   | Eredivisie     | 34        | 0         | -             | -             | -                   | -                   | 8           | 0           | 42    | 0      |
| 2001–02   | Feyenoord   | Eredivisie     | 3         | 0         | -             | -             | -                   | -                   | -           | -           | 3     | 0      |
| England   | England     | England        | Campionat | Campionat | FA Cup        | FA Cup        | Cupa Ligii          | Cupa Ligii          | Europe      | Europe      | Total | Total  |
| 2001–02   | Liverpool   | Premier League | 35        | 0         | 2             | 0             | 0                   | 0                   | 12          | 0           | 49    | 0      |
| 2002–03   | Liverpool   | Premier League | 30        | 0         | 2             | 0             | 2                   | 0                   | 11          | 0           | 45    | 0      |
| 2003–04   | Liverpool   | Premier League | 30        | 0         | 3             | 0             | 1                   | 0                   | 4           | 0           | 38    | 0      |
| 2004–05   | Liverpool   | Premier League | 24        | 0         | 1             | 0             | 6                   | 0                   | 10          | 0           | 41    | 0      |
| 2005–06   | Liverpool   | Premier League | 6         | 0         | 0             | 0             | 0                   | 0                   | 0           | 0           | 6     | 0      |
| 2006–07   | Liverpool   | Premier League | 2         | 0         | 1             | 0             | 2                   | 0                   | 1           | 0           | 6     | 0      |
| Spain     | Spain       | Spain          | Campionat | Campionat | Copa del Rey  | Copa del Rey  | Supercopa de España | Supercopa de España | Europe      | Europe      | Total | Total  |
| 2007–08   | Real Madrid | La Liga        | 1         | 0         | 4             | 0             | -                   | -                   | 0           | 0           | 5     | 0      |
| 2008–09   | Real Madrid | La Liga        | 0         | 0         | 2             | 0             | -                   | -                   | 1           | 0           | 3     | 0      |
| 2009–10   | Real Madrid | La Liga        | 0         | 0         | 2             | 0             | -                   | -                   | 0           | 0           | 2     | 0      |
| 2010–11   | Real Madrid | La Liga        | 1         | 0         | 0             | 0             | -                   | -                   | 1           | 0           | 2     | 0      |
| Total     | Polonia     | Polonia        | 15        | 0         | 0             | 0             | 0                   | 0                   | 0           | 0           | 15    | 0      |
| Total     | Olanda      | Olanda         | 139       | 0         | 0             | 0             | 10                  | 0                   | 16          | 0           | 155   | 0      |
| Total     | Anglia      | Anglia         | 127       | 0         | 9             | 0             | 11                  | 0                   | 38          | 0           | 184   | 0      |
| Total     | Spania      | Spania         | 2         | 0         | 8             | 0             | 0                   | 0                   | 2           | 0           | 12    | 0      |
| Total     | Total       | Total          | 283       | 0         | 17            | 0             | 11                  | 0                   | 56          | 0           | 367   | 0      |

## Viață privată
Dudek s-a căsătorit cu soția sa Mirella (născută în decembrie 1974) în iunie 1996. Cei doi au un fiu, Aleksander, născut în decembrie 1996, și două fiice, Wiktoria și Natalia, născute în ianuarie 2006 și decembrie 2006, respectiv.
În 2004, papa Ioan Paul al II-lea, care a jucat fotbal ca portar în Polonia, în timpul tinereții sale, s-a întâlnit cu membrii echipei naționale de fotbal a Poloniei. Cu această ocazie, fostul suveran pontif i-a mărturisit lui Dudek că îl admiră ca portar și s-a declarat susținător al echipei de fotbal Liverpool F.C.